# Yúliya Chekaliova
Yúliya Vladímirovna Chekaliova –en ruso, Юлия Владимировна Чекалёва– (Vólogda, URSS, 6 de febrero de 1984) es una deportista rusa que compitió en esquí de fondo.
Ganó dos medallas de bronce en el Campeonato Mundial de Esquí Nórdico de 2013, en las pruebas de 10 km y de relevo.

## Palmarés internacional
| Campeonato Mundial | Campeonato Mundial     | Campeonato Mundial | Campeonato Mundial |
| Año                | Lugar                  | Medalla            | Prueba             |
| ------------------ | ---------------------- | ------------------ | ------------------ |
| 2013               | Val di Fiemme (Italia) | Medalla de bronce  | 10 km              |
| 2013               | Val di Fiemme (Italia) | Medalla de bronce  | Relevo 4 × 5 km    |